# John Russell Hind
| (7) Iris       | 13 d'agost de 1847     |
| (8) Flora      | 18 d'octubre de 1847   |
| (12) Victòria  | 13 de setembre de 1850 |
| (14) Irene     | 19 de maig de 1851     |
| (18) Melpòmene | 24 de juny de 1852     |
| (19) Fortuna   | 22 d'agost de 1852     |
| (22) Cal·líope | 16 de novembre de 1852 |
| (23) Talia     | 15 de desembre de 1852 |
| 27 Euterpe     | 8 de novembre 1853     |
| 30 Urania      | 22 de juliol de 1854   |

John Russell Hind, FRS (Nottingham, 12 de maig de 1823 – Twickenham, 23 de desembre de 1895) va ser un astrònom anglès.

## Vida i obra
John Russell Hind va néixer el 1823 a Nottingham. Amb 17 anys va anar a Londres per treballar com a aprenent d'enginyer civil, però amb l'ajuda de Charles Wheatstone va deixar enginyeria per acceptar una posició a l'Observatori Reial de Greenwich sota George Biddell Airy.
Des de l'Observatori George Bishop de Londres Hind va ser un dels primers descobridors d'asteroides. També va descobrir i observar les estrelles variables R Leporis, U Geminorum, i T Tauri, i va descobrir la variablilitat de μ Cephei. Hind va descobrir Nova Ophiuchi 1848 (V841 Ophiuchi), la primera nova dels temps moderns (des de la supernova SN 1604).
El bateig de l'asteroide (12) Victòria va provocar controvèrsia, perquè llavors els asteroides no s'anomenaven en honor de persones vives. Hind va dir que no feia referència a la Reina Victòria, sinó a la figura mitològica Victòria.
Hind es va casar el 1846, i va tenir sis fills. Va morir el 1895 a Twickenham, Londres.

## Premis i llegat
- Fellow of the Royal Society (1851)
- Medalla d'Or de la Royal Astronomical Society (1853)
- El cràter Hind de la Lluna
- L'asteroide 1897 Hind